# Rahotep (faraon)
Rahotep byl staroegyptským faraonem 17. dynastie, který vládl v období Druhé přechodné doby. Rahotep je považován za prvního faraona této dynastie.
Zmínka o Rahotepovi pochází ze stély nalezené v Gebtu, na které se faraon chlubí tím, že zrestauroval chrámy v Abydu a Gebtu. Jeho jméno se taktéž vyskytuje na stéle patřící jistému úředníkovi a na luku králova syna. V textech pocházejících z období vlády faraona Sobekemsefa II. se král zmiňuje, že Rahotep vyslal skupinu čítající sto třicet mužů do Vádí Hammámatu, kde se nacházely lomy.